# Aufsichtsbehörde (DSGVO)
In den Mitgliedstaaten der Europäischen Union sind Aufsichtsbehörden für die Überwachung der Anwendung der Datenschutz-Grundverordnung zu errichten. Die Aufsichtsbehörden haben die Aufgabe die Rechte der betroffenen Personen zu schützen und den freien Verkehr von personenbezogenen Daten in der Europäischen Union zu garantieren.
Darüber hinaus sind Kirchen berechtigt, sofern sie bereits am 24. Mai 2016 umfassende Regeln bei der Verarbeitung personenbezogener Daten anwenden, eigene Aufsichtsbehörden zu errichten.

## Aufgaben
Die Aufgaben der Aufsichtsbehörden ergeben sich aus Artikel 57 der Datenschutz-Grundverordnung. Sie sind verpflichtet, die Anwendung der Datenschutz-Grundverordnung zu überwachen und durchzusetzen. Zudem müssen sie die Öffentlichkeit für die Risiken, Vorschriften, Garantien und Rechte im Zusammenhang mit der Verarbeitung personenbezogener Daten sensibilisieren und aufklären, wobei besondere Beachtung den spezifischen Maßnahmen für Kinder gilt. Weiterhin haben sie die Aufgabe, im Einklang mit dem Recht des Mitgliedstaats das nationale Parlament, die Regierung sowie andere Einrichtungen und Gremien über legislative und administrative Maßnahmen zum Schutz der Rechte und Freiheiten natürlicher Personen im Bereich der Datenverarbeitung zu beraten.
Die Aufsichtsbehörden sind auch dafür zuständig, die Verantwortlichen und die Auftragsverarbeiter für ihre Pflichten gemäß der Datenschutz-Grundverordnung zu sensibilisieren. Darüber hinaus müssen sie auf Anfrage jeder betroffenen Person Informationen über die Ausübung ihrer Rechte gemäß der Datenschutz-Grundverordnung zur Verfügung stellen und bei Bedarf mit den Aufsichtsbehörden anderer Mitgliedstaaten zusammenarbeiten.
Des Weiteren ist es ihre Aufgabe, Beschwerden von betroffenen Personen oder von Stellen, Organisationen oder Verbänden gemäß Artikel 80 der Datenschutz-Grundverordnung zu bearbeiten. Sie müssen den Gegenstand der Beschwerde angemessen untersuchen und den Beschwerdeführer innerhalb einer angemessenen Frist über den Fortgang und das Ergebnis der Untersuchung informieren, insbesondere wenn eine weitere Untersuchung oder Koordinierung mit einer anderen Aufsichtsbehörde erforderlich ist.
Die Aufsichtsbehörden arbeiten mit anderen Aufsichtsbehörden zusammen, auch durch Informationsaustausch, und leisten Amtshilfe, um eine einheitliche Anwendung und Durchsetzung der Datenschutz-Grundverordnung sicherzustellen. Zudem führen sie Untersuchungen über die Anwendung der Datenschutz-Grundverordnung durch, auch auf Grundlage von Informationen anderer Aufsichtsbehörden oder anderer Behörden. Sie müssen außerdem maßgebliche Entwicklungen verfolgen, die den Schutz personenbezogener Daten betreffen, insbesondere in Bezug auf die Entwicklung von Informations- und Kommunikationstechnologie sowie Geschäftspraktiken.
Sie legen auch Standardvertragsklauseln gemäß Artikel 28 Absatz 8 und Artikel 46 Absatz 2 Buchstabe d der Datenschutz-Grundverordnung fest. Sie führen eine Liste der Verarbeitungsarten, für die gemäß Artikel 35 Absatz 4 der Datenschutz-Grundverordnung eine Datenschutz-Folgenabschätzung erforderlich ist, und leisten Beratung zu den in Artikel 36 Absatz 2 genannten Verarbeitungsvorgängen.
Darüber hinaus fördern sie die Ausarbeitung von Verhaltensregeln gemäß Artikel 40 Absatz 1 und geben Stellungnahmen dazu ab, wobei die Verhaltensregeln ausreichende Garantien im Sinne von Artikel 40 Absatz 5 bieten müssen. Sie regen auch die Einführung von Datenschutzzertifizierungsmechanismen sowie von Datenschutzsiegeln und -prüfzeichen nach Artikel 42 Absatz 1 der Datenschutz-Grundverordnung an und genehmigen die Zertifizierungskriterien nach Artikel 42 Absatz 5. Falls erforderlich, überprüfen sie regelmäßig die nach Artikel 42 Absatz 7 erteilten Zertifizierungen.
Die Aufsichtsbehörden erarbeiten und veröffentlichen die Anforderungen für die Akkreditierung von Stellen, die die Einhaltung der Verhaltensregeln gemäß Artikel 41 sowie die Akkreditierung von Zertifizierungsstellen gemäß Artikel 43 der Datenschutz-Grundverordnung überwachen. Sie genehmigen auch Vertragsklauseln und Bestimmungen gemäß Artikel 46 Absatz 3 und verbindliche interne Datenschutzvorschriften nach Artikel 47 der Datenschutz-Grundverordnung.
Ein weiterer Aufgabenbereich ist die Beitragsleistung zur Tätigkeit des Europäischen Datenschutzausschusses. Zudem führen sie interne Verzeichnisse über Verstöße gegen die Datenschutz-Grundverordnung und die nach Artikel 58 Absatz 2 der Datenschutz-Grundverordnung ergriffenen Maßnahmen. Schließlich erfüllen sie jede sonstige Aufgabe im Zusammenhang mit dem Schutz personenbezogener Daten.

## Errichtung
Die Mitgliedsstaaten des Europäischen Wirtschaftsraums errichten Aufsichtsbehörden durch eigene Rechtsakte. In Deutschland ist dies einerseits das Bundesdatenschutzgesetz für den Bundesbeauftragten, und die Landesdatenschutzgesetze für die Landesbeauftragten. In Österreich sind die Datenschutzbehörde DSB und das Parlamentarische Datenschutzkomitee PDK durch das Datenschutzgesetz errichtet. Die Datenschutzstelle von Liechtenstein wird ebenfalls durch ein Datenschutzgesetz errichtet, die Organisation der Behörde wird teilweise durch die Datenschutzverordnung geregelt.